# Condensation
Pour les articles homonymes, voir Condensation (homonymie).

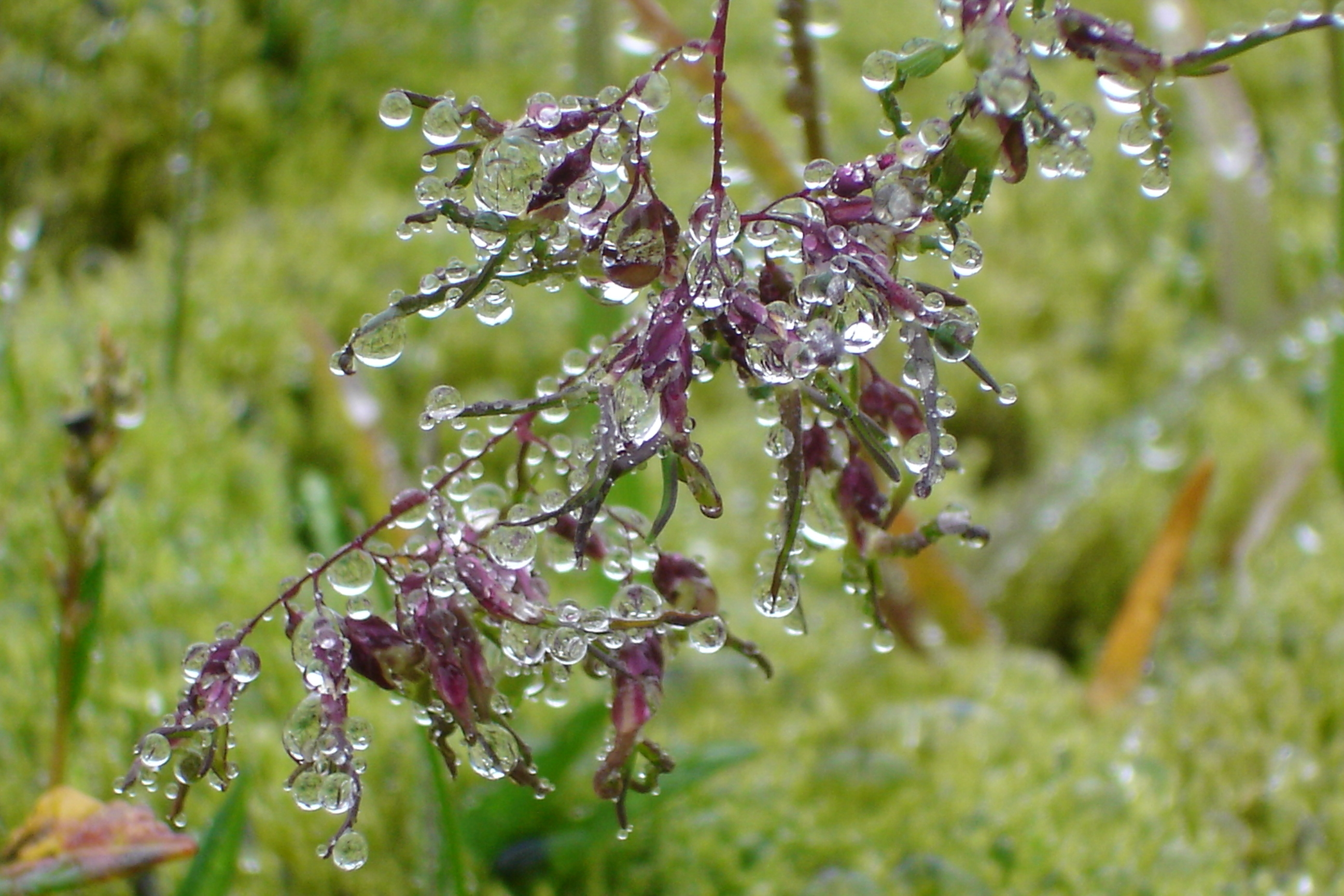
« Condensation liquide » (de brume sur un rameau). Cette eau est dite « météoritique » ou hydrométéore.

La condensation est le phénomène physique de changement d'état de la matière d'un état gazeux à un état condensé (solide ou liquide). Le passage de l'état gazeux à l'état liquide est aussi appelé liquéfaction. La cinétique de ce phénomène est décrite par la relation de Hertz-Knudsen.
Dans la nature, la condensation de la vapeur d'eau est une étape importante du cycle de l'eau, à l'origine notamment de la rosée, des nuages et de la pluie, de la neige, du givre ou de certaines formes de verglas (brouillard givrant, qui est une forme de condensation solide).
On peut expérimenter ce changement d'état lors d'une douche où, au contact du miroir froid, la vapeur d'eau présente dans l'air se condense en gouttelettes.

## Terminologie
Il est souhaitable de différencier les expressions :
- condensation liquide ou liquéfaction : passage de l'état gazeux à l'état liquide ;
- condensation solide : passage de l'état gazeux à l'état solide (voir aussi cristallisation).

Le terme sublimation inverse ou désublimation est parfois utilisé pour désigner le changement d'état du gaz vers le solide, la sublimation désignant le changement d'état du solide au gaz (sans passer par l'état liquide).
Dans le langage courant, lorsque l'état final (liquide ou solide) n'est pas indiqué, la condensation désigne généralement le passage de l'état gazeux à l'état liquide. 
Au contraire en thermodynamique, le terme condensation désigne toujours le passage d'un corps de l'état gazeux directement à l'état solide, sans passer par l'état liquide. Le passage de l'état gazeux à l'état liquide est uniquement désigné par le terme liquéfaction.
Un exemple de condensation est celui de vapeurs de diiode qui se condensent sous forme de cristaux sur des parois froides, sans passage par l'état liquide.

États de la matière et leurs transformations.
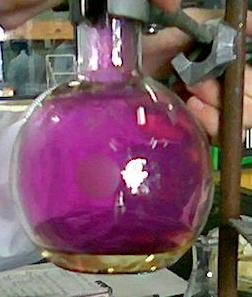
Diiode gazeux (vapeurs de diiode).
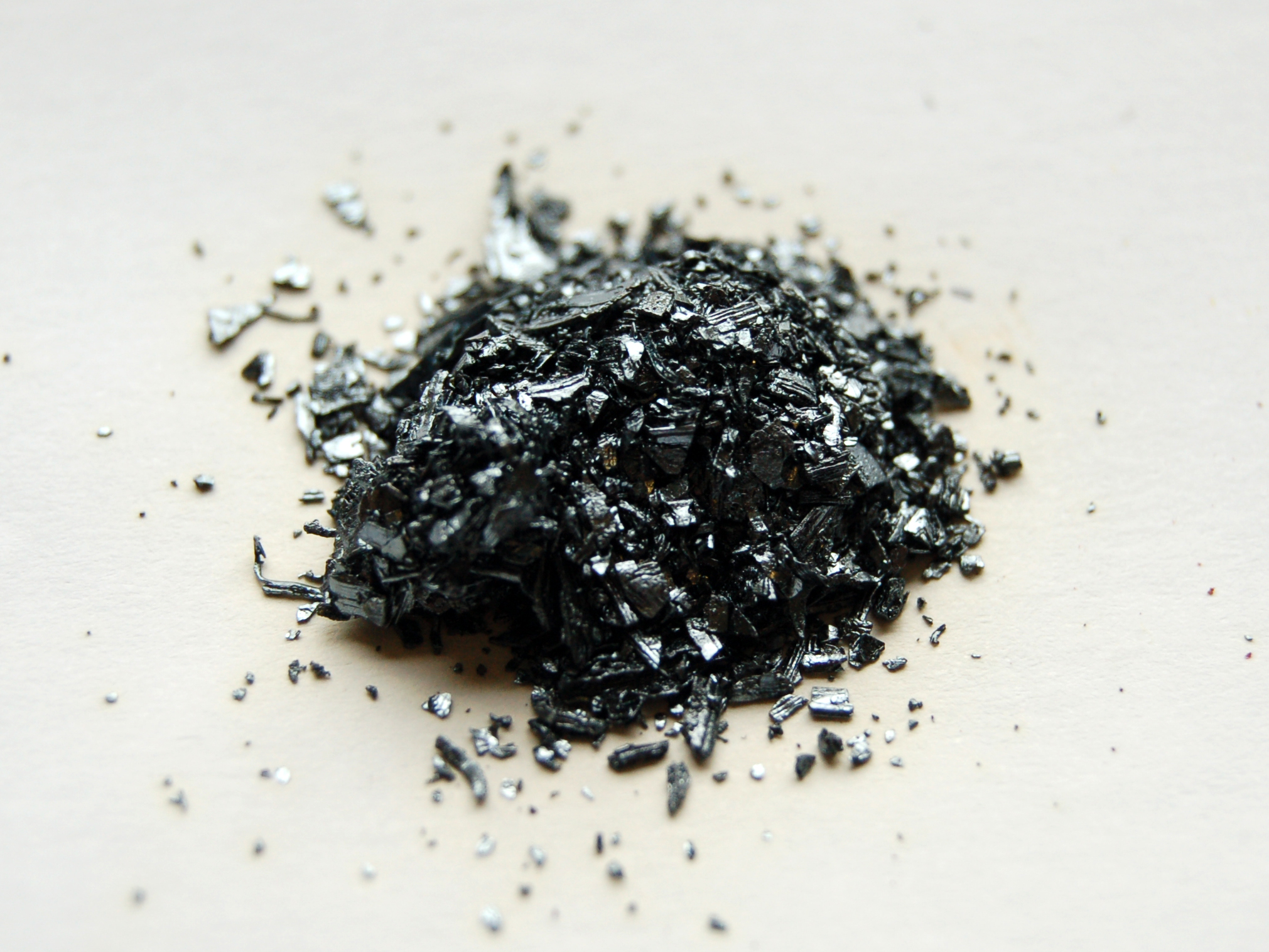
Cristaux de diiode solide.

## Technique
Un dispositif de condensation est présent dans les systèmes de pompe à chaleur, utilisés notamment dans les dispositifs de climatisation et de froid industriel.
On peut retrouver pareil système de condenseur dans les chaudières à condensation. Le principe est simplement de réduire la température des gaz de combustion sous le point de rosée afin de récupérer la chaleur latente de la vapeur d'eau.
Sa teneur est fonction du combustible ainsi que de l'excès d'air donné à la combustion (excès d'air indispensable afin d'assurer une bonne homogénéité combustible-air). On peut compter que sous 50 °C environ (fioul et gaz), la vapeur d'eau contenue dans les gaz de combustion a la possibilité de transmettre une énergie non négligeable, de l'ordre du dixième du pouvoir calorifique inférieur du combustible (cf. pouvoir calorifique supérieur). Cette énergie est alors récupérée dans un condenseur (échangeur avec grande surface dont un côté est balayé par les gaz de combustion et l'autre par l'eau du circuit chauffage). Les gaz en sortie d'échangeur de chaleur principal (chaudière, à environ 180 °C) chutent en température (température finale minimale 60 °C) et restituent leur énergie à l'eau traversant le condenseur (souvent des tubes). Cela permet évidemment d'accroître le rendement global (plus de chaleur récupérée pour une même quantité de combustible). Il est cependant nécessaire de s'assurer que le conduit d'évacuation des gaz brûlés est prévu pour cette basse température (problème de tirage thermique, condensation d'acide sulfurique surtout pour le fioul) et qu'il a la possibilité d'évacuer l'eau produite.
Les conduits en pierre, en brique et matériaux d'avant 2000 ne conviennent pas. Le tubage (mise en place d'un conduit intérieur) en PVDF (qui supporte jusqu'à 120 °C) ou en inox est impératif pour éviter ces problèmes : il faut compter environ 0,7 litre d'eau produite par litre de fioul et 1,1 litre d'eau par mètre cube de gaz naturel brûlé. Pour une chaudière de 20 kW, cela représente de 1,4 l/h à 2 l/h d'eau produite qu'il faut forcément canaliser.
Depuis les années 1980, les fabricants de chaudière ont tous amélioré le rendement de leurs produits, ce qui implique que la température de sortie des gaz brulés a diminué et donc que la condensation de la vapeur d'eau est inévitable en fin de parcours des fumées voire avant. Tuber est donc le seul moyen d'éviter les dégâts.

## Dans le bâtiment
Souvent des signes d'humidité apparaissent sur certains murs causés par des condensations. 
Le phénomène s'est amplifié avec l'élévation du coût du chauffage qui conduit d'une part à l'installation de vitrages isolants, de ventilations inappropriées, bouchées ou inexistantes et parfois de chauffage d'appoint sans évacuation (poêles à gaz ou à pétrole sans odeur, notamment) qui sont de gros producteurs de vapeur d'eau.
À chaque baisse de température dans le logement, l'excès d'eau dans l'air se dépose toujours aux endroits les plus froids, créant ainsi une zone favorable aux développement des moisissures.
Pour régler ce problème il faut chauffer (pour augmenter la capacité en eau de l'air), isoler (pour augmenter la température des points froids) et ventiler (pour évacuer l'air humide) l'habitation.

### La condensation due aux ponts thermiques
On remarque que les moisissures apparaissent le plus souvent dans les angles de mur et à la jonction plancher/mur. Ce phénomène est dû aux  ponts thermiques. Un pont thermique est une zone ponctuelle ou linéaire qui, dans l’enveloppe d’un bâtiment, présente une variation de résistance thermique. Il s’agit d’un point de la construction où la barrière isolante est rompue. À cause de cette rupture de l’isolant, la température à la surface du plancher est très inférieure à celle de l’air ambiant. C’est cette différence de température qui crée de la condensation et des moisissures. 
Pour remédier à ce problème, la solution est la mise en œuvre de  rupteurs de pont thermique. Le rupteur de pont thermique est un dispositif structurel permettant d’offrir une complète isolation à une structure. Il est composé d’un boitier isolant et de barres en acier qui reprennent les sollicitations de la structure. Il permet de garder une température de surface de plancher assez élevée et évite ainsi le phénomène de condensation et de moisissures.

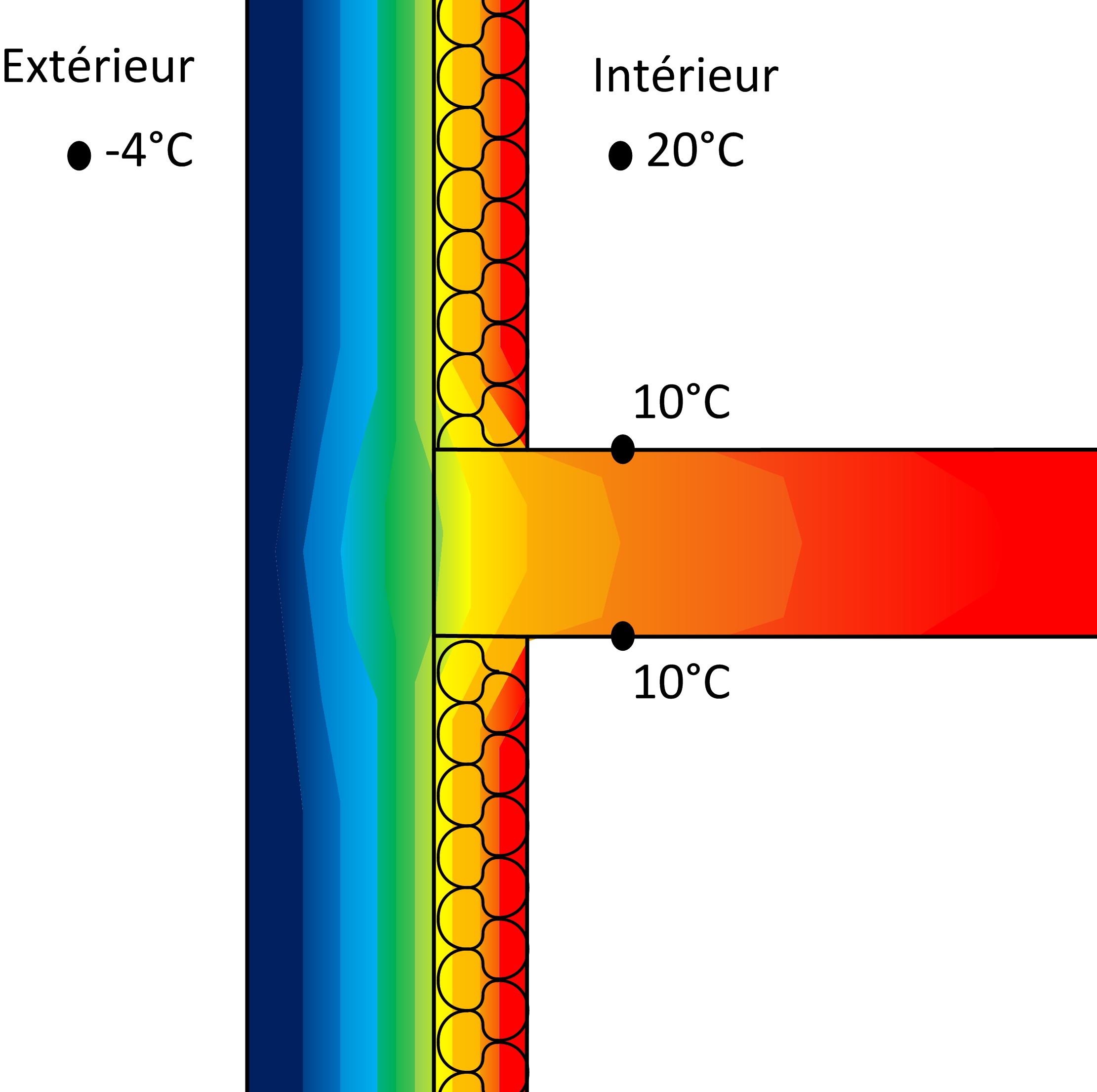
Différence de température sans rupteur thermique.
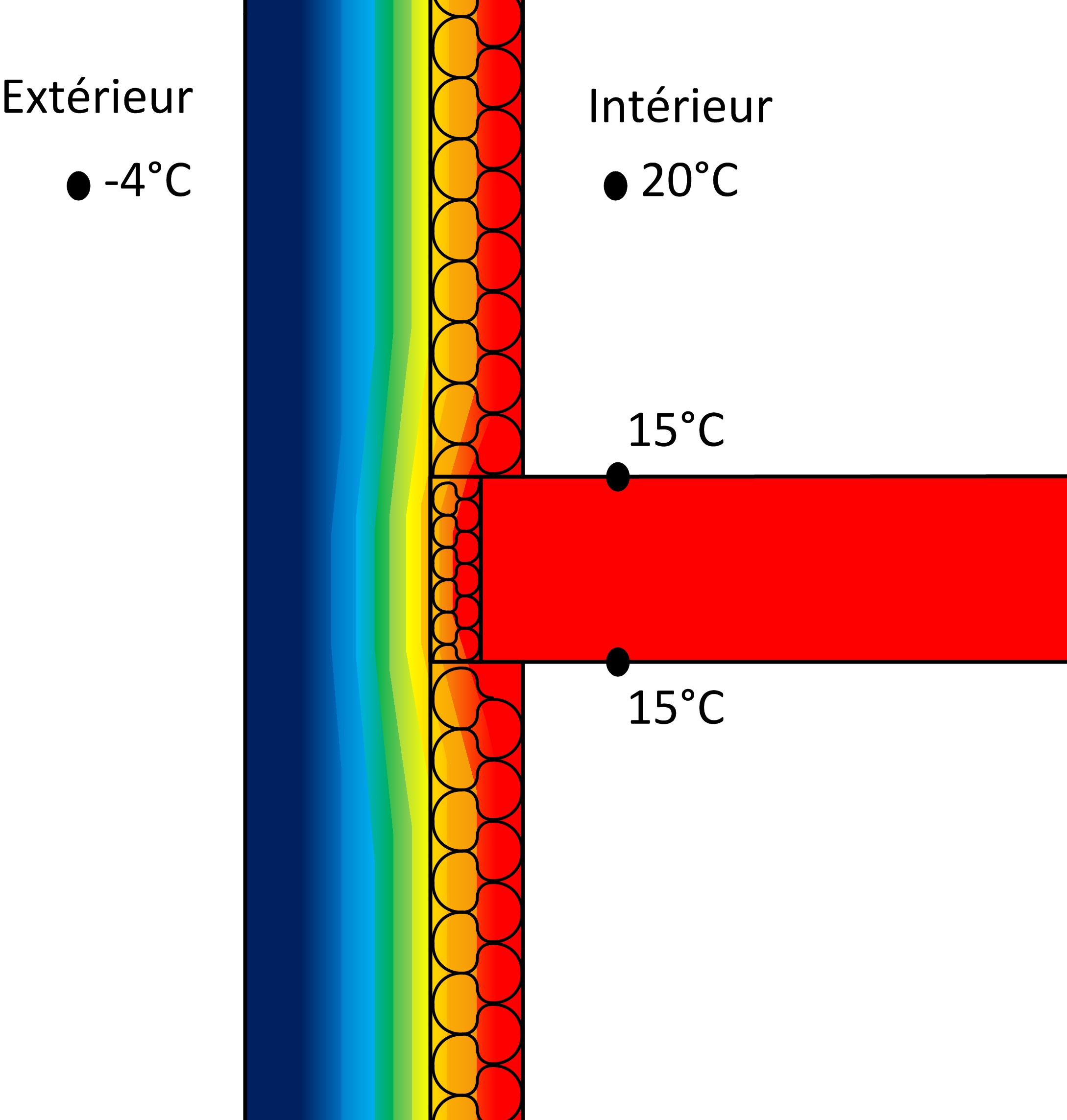
Différence de température avec rupteur thermique.

## Récupération de la rosée

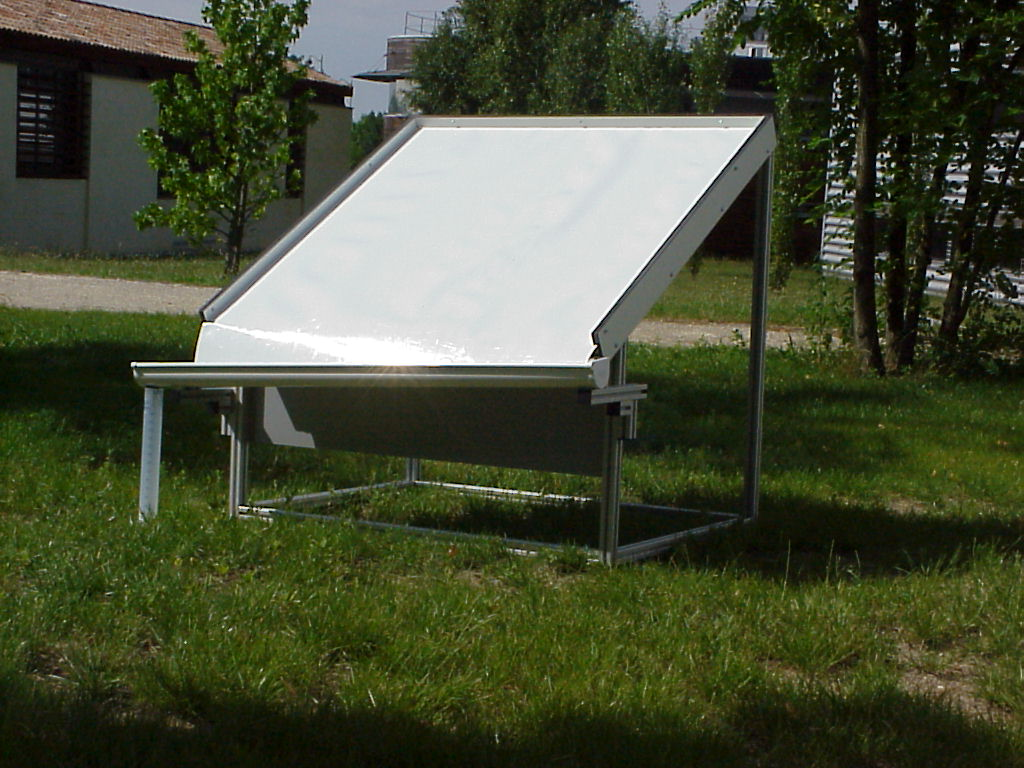
Condenseur de rosée.

Diverses méthodes de récupération de la rosée existent depuis l'Antiquité dans certaines régions chaudes et plutôt arides, mais avec de faibles rendements. Des systèmes récents plus performants de condensateurs radiatifs (récupérant jusqu'à 0,7 L/m2/nuit) ou de filets récupérateurs de brume ont été développés dès la fin des années 1980, notamment testés à l'ouest de l'Amérique du Sud où l'air est humide, mais les pluies très rares. Des filets ont parfois piégé mortellement des oiseaux.

## Adaptation biologique
De nombreux organismes vivants utilisent l'eau rendue disponible par la condensation,,. Voici quelques exemples : le diable épineux d'Australie, les coléoptères noirs de la côte namibienne et les séquoias côtiers de la côte ouest des États-Unis. 

## La mesure
La psychrométrie mesure le taux de condensation par évaporation de l'humidité de l'air à différentes pressions atmosphériques et températures. L'eau est le produit de la condensation de ses vapeurs - la condensation est le processus d'une telle transformation de phase.